# Galium hatschbachii
Galium hatschbachii är en måreväxtart som beskrevs av Lauramay Tinsley Dempster. Galium hatschbachii ingår i släktet måror, och familjen måreväxter. Inga underarter finns listade i Catalogue of Life.